# Квасир
Ква́сир, Ква́зир (др.-сканд. Kvasir) — в германо-скандинавской мифологии существо, возникшее из слюны асов и ванов, которые совершили обрядовое смешение слюны в чаше при заключении мира. Возможно, изначально считалось воплощением хмельного напитка, получаемого в результате процесса квашения (брагу, пиво, квас и т. д.). В Круге Земном в Саге об Инглингах относится к ванам.
Квасир был столь мудр, что мог отвечать на любой вопрос. Помирив асов и ванов, он отправился учить людей мудрости, но те мало прислушивались к словам маленького мудреца. Тогда Квасир отправился в Свартальфахейм. Там он встретил двух братьев-двергов — Фьялара и Галара. Они убили Квасира, а из его крови приготовили напиток. Каждый, кто хотя бы раз его пробовал, становился искусным поэтом, за что напиток был прозван «мёд поэзии». Асов братья убедили, что Квасир умер от собственной мудрости, которую никакие вопросы не могли в нём уменьшить.